# Black Star Line (Ghana)

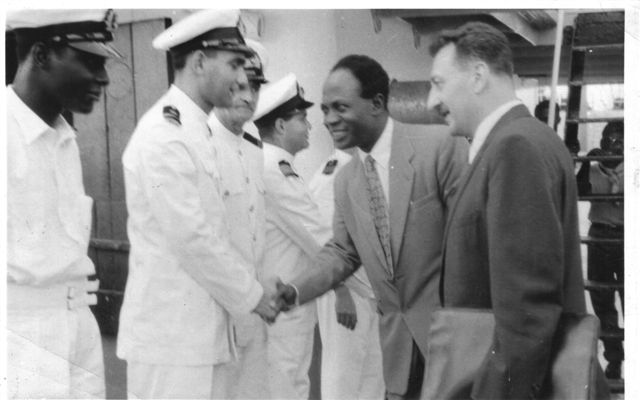
Präsident Kwame Nkrumah besucht 1957 die Volta River, das erste Handelsschiff Ghanas

Black Star Line Ltd. (BSL) war eine ghanaische Reederei im Staatsbesitz. Sie bestand von 1957 bis 1982.

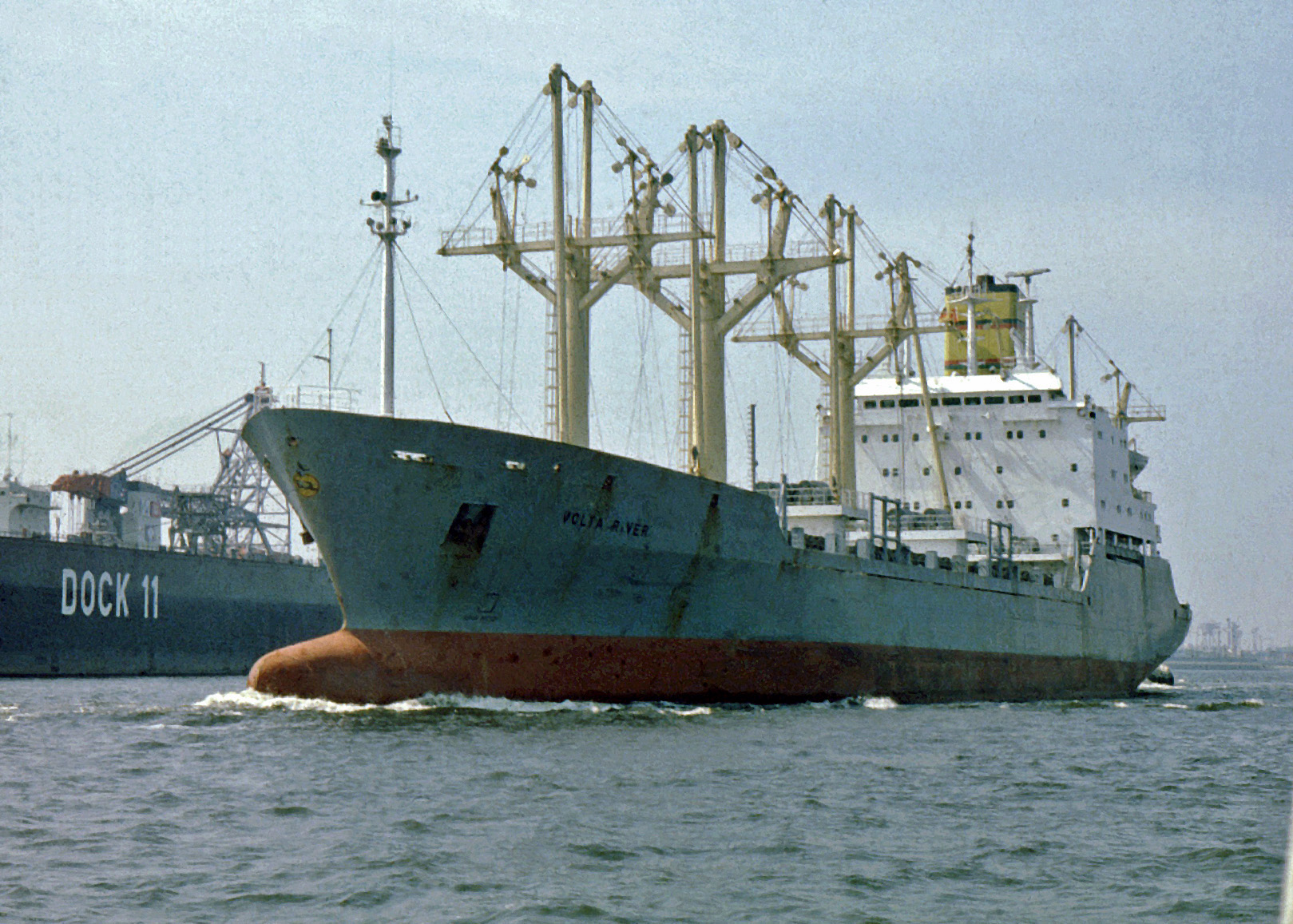
Die 1980 gebaute Volta River, eines der letzten Schiffe

## Geschichte
Die Gründung der Staatsreederei im Jahr 1957 fiel mit der Staatsgründung Ghanas zusammen. In diesem Jahr rief der 1952 gewählte Premierminister Kwame Nkrumah die Unabhängigkeit der ehemaligen britischen Kronkolonie Goldküste aus. Das Schifffahrtsunternehmen mit Sitz in Accra wurde mit der Hilfe Israels aufgebaut, wobei dessen Reederei ZIM das Management und die Bemannung der Schiffe mit Kapitänen und höheren Offiziersrängen übernahm. Der Name der Reederei fußte auf der gleichnamigen von 1919 bis 1922 von Afroamerikanern betriebenen US-amerikanischen Reederei Black Star Line, die Flagge beruhte auf der ghanaischen Nationalflagge.
Die Reederei baute regelmäßige Liniendienste zwischen Westafrika und Europa sowie nach Kanada und den Vereinigten Staaten auf. Neben dem Hauptsitz in Accra betrieb das Unternehmen Niederlassungen in London und New York.
Das erste Schiff der Reederei war die 1940 gebaute Volta River, die noch in London registriert wurde – der spätere Heimathafen der Flotte war Takoradi. Die Schiffe der Reederei erhielten Namen ghanaischer Flüsse, Seen und Lagunen. Anfang 1960 gab das Unternehmen acht Stückgutschiffs-Neubauten bei der Werft Koninklijke Maatschappij „De Schelde“ in Vlissingen in Auftrag, von denen zwei als Unterauftrag von der Werft Orenstein & Koppel in Lübeck gebaut wurden. Es folgten weitere Neubauserien bei britischen Werften und zuletzt bei Hyundai.
Die Black Star Line blieb bis 1982 in Betrieb, danach veräußerte die Militärjunta Provisional National Defence Council (PNDC) den Besitz der Reederei. Die letzten Schiffe wurden jedoch erst 1998 verkauft.

## Die Schiffe der Black Star Line (Auswahl)
| Flotte der Black Star Line | Flotte der Black Star Line                                            | Flotte der Black Star Line | Flotte der Black Star Line | Flotte der Black Star Line       | Flotte der Black Star Line |
| Bauname                    | Bauwerft/ Baunummer                                                   | IMO-Nummer                 | Ablieferung                | Auftraggeber                     | Umbenennungen und Verbleib |
| -------------------------- | --------------------------------------------------------------------- | -------------------------- | -------------------------- | -------------------------------- | --- |
| Marsdale                   | Lithgows, Port Glasgow/923                                            | -                          | April 1940                 | „K“ Steam Ship Company, London   | ab September 1940 Ocean Boarding Vessel HMS Marsdale, 1942 wieder als Frachtschiff, 1957 als Volta River zur BSL, 1965 verkauft und in Psara umbenannt, ab 24. Mai 1967 bei Lotti in La Spezia verschrottet. |
| George                     | Short, Pallion/504                                                    | -                          | Juli 1949                  | Compania Lama de Vapores, Panama | 1950 Hadar, 1959 als Tano River zur BSL, 1966 Arden, 1969 Achaika Hope, am 8. Dezember 1969 auf einer Reise von Sete nach Izmir im Ballast auf Position 41°19,30'N; 009°20,30'E gestrandet, Totalverlust.    |
| Pra River                  | De Schelde, Vlissingen/311                                            | 5283449                    | Mai 1961                   | BSL                              | 1981 Notos, 1983 Mayon II, am 26. Juli 1983 auf einer Reise von Las Palmas nach Lagos mit Zement auf Position 14°46,18'N; 017°32,26'W aufgelaufen und Anfang 1984 vor der Küste versenkt.                    |
| Offin River                | De Schelde, Vlissingen/312                                            | 5261116                    | September 1961             | BSL                              | ab 25. September 1983 bei Salvamentos y Desguaces in Aviles verschrottet. |
| Otchi River                | Orenstein & Koppel, Lübeck/568                                        | 5266805                    | November 1961              | BSL                              | ab 12. März 1984 Desguaces Heme in Gijón verschrottet. |
| Birim River                | De Schelde, Vlissingen/313                                            | 5044996                    | März 1962                  | BSL                              | ab 30. März 1984 bei Miguel Martins Pereira in Vigo verschrottet. |
| Nasia River                | Orenstein & Koppel, Lübeck/569                                        | 5247548                    | Mai 1962                   | BSL                              | ab 14. April 1984 Desguaces y Salvamentos in San Juan de Nevia verschrottet. |
| Afram River                | De Schelde, Vlissingen/314                                            | 5004013                    | September 1962             | BSL                              | ab 6. Januar 1984 bei Salvamentos y Desguaces in Aviles verschrottet. |
| Kulpawn River              | De Schelde, Vlissingen/315                                            | 5197432                    | November 1962              | BSL                              | ab 26. September 1983 bei Gomez Jose Oliveira in Vigo verschrottet. |
| Lake Bosomtwe              | De Schelde, Vlissingen/316                                            | 5412313                    | März 1963                  | BSL                              | 1981 Charmyl, ab 1. März 1985 in Shanghai verschrottet. |
| Sakumo Lagoon              | Swan Hunter & Richardson, Wallsend/ 2005                              | 6406000                    | Mai 1964                   | BSL                              | am 5. Mai 1984 auf der Reise von Takoradi zum Abbruch in Aviles bei Forcade Point vom Schlepp gerissen und gestrandet.                                                                                       |
| Korle Lagoon               | Swan Hunter & Richardson, Wallsend/ 2006                              | 6413431                    | September 1964             | BSL                              | ab 26. September 1984 Desguaces y Salvamentos in San Juan de Nevia verschrottet. |
| Oti River                  | Hitachi, Sakurajima/4023                                              | 6418596                    | September 1964             | BSL                              | ab 24. April 1984 bei Desbar in Santander verschrottet |
| Nakwa River                | Barclay, Curle, Whiteinch/752 Swan Hunter & Richardson, Wallsend/2007 | 6505789                    | Mai 1965                   | BSL                              | ab 10. April 1984 bei Desbar in Santander verschrottet |
| Benya River                | Swan Hunter & Richardson, Wallsend/ 2008                              | 6523468                    | November 1965              | BSL                              | 1985 Water Wealth, 1985 Jah, 1988 Water Wealth, ab 30. November 1988 bei Haryana Steel Company in Alang verschrottet                                                                                         |
| Subin River                | Sociedad Española de Construcción Naval, Matagorda/144                | 6822242                    | Juli 1969                  | BSL                              | 1987 Milos F., ab April 1987 bei Mustafa Taherbhai in Sachana verschrottet. |
| Klorte Lagoon              | Sociedad Española de Construcción Naval, Matagorda/145                | 6905472                    | Juli 1969                  | BSL                              | 1987 Milos E., ab 26. April 1987 bei Gupta Steel in Alang verschrottet. |
| Tano River                 | Hyundai, Ulsan/118                                                    | 7802299                    | 21. Februar 1980           | BSL                              | 1994 Verano, 1999 Express Hyphestos, ab 24. Juni 2002 in Mumbai verschrottet. |
| Volta River                | Hyundai, Ulsan/117                                                    | 7802287                    | März 1980                  | BSL                              | 1998 Toledo, 1998 Express Hercules, ab 16. Juli 2002 in Mumbai verschrottet. |
| Keta Lagoon                | Hyundai, Ulsan/119                                                    | 7802304                    | 1. März 1980               | BSL                              | 1981 Tynebank, 1981 Keta Lagoon, 1998 Ilion, 1998 Lion, ab März 1999 in Alang verschrottet. |
| Sissili River              | Hyundai, Ulsan/120                                                    | 7802316                    | 7. März 1980               | BSL                              | 1993 World Star, 1995 Libra Chile, 1997 World Star, 2005 Global Carrier, ab 13. September 2009 in Zhangjiagang verschrottet.                                                                                 |
| Lloyd’s Register, Equasis  |                                                                       |                            |                            |                                  | |